# Broken Wings
«Broken Wings» (рус. «Сломанные крылья») — четвёртый сингл американской поп-рок-группы Mr. Mister и первый сингл с альбома Welcome to the Real World.
В США сингл занял первое место в чарте, а в Великобритании четвёртое, это была самая высокая позиция, на которую когда-либо поднимались произведения Mr. Mister в этой стране. Также успеху песни сопутствовало выступление на разогреве у Тины Тернер.

## О песне
Композиция была написана совместно с Джоном Лэнгом, которого на её создание вдохновила книга Халиля Джебрана Broken Wings. Строчка «Take these broken wings and learn to fly» заимствована из песни Beatles — «Blackbird», которую написали Джон Леннон и Пол Маккартни, также прочитавшие роман.
По замыслу Пейджа, песня должна была стать синглом, но промотеры отказывались её раскручивать, предложив Пейджу выбрать другую композицию в качестве сингла.
«Они говорили: Что ты делаешь? Ты не можешь выпустить балладу первым синглом альбома. Выбери песню с быстрым темпом в качестве сингла. Мы поговорили об этом и решили, что это самая лучшая песня в Welcome to the Real World», — вспоминал Ричард Пейдж. 
В конечном итоге, директор лейбла RCA Records согласился с решением Пейджа и тоже посчитал её лучшей композицией, но отметил, что у лейбла были некоторые проблемы с её выпуском в качестве сингла.
На «Broken Wings» в 1985 году был снят видеоклип, режиссёром которого являлся Оли Сэссон (англ. Oley Sassone).

## Список композиций
7"
1. «Broken Wings» — 4:29
2. «Uniform of Youth» — 4:25

12"
1. «Broken Wings» (Extended version) — 5:45
2. «Uniform of Youth» — 4:25
3. «Welcome to the Real World» — 4:18

## Чарты

### Еженедельные чарты
| Чарты (1985—1986)        | Место |
| ------------------------ | ----- |
| Австралия                | 4     |
| Австрия                  | 17    |
| Великобритания           | 4     |
| Германия                 | 8     |
| Ирландия                 | 3     |
| Испания                  | 13    |
| Италия                   | 7     |
| Канада                   | 1     |
| Нидерланды               | 2     |
| Новая Зеландия           | 13    |
| Норвегия                 | 4     |
| США                      | 1     |
| США (Adult Contemporary) | 3     |
| Швейцария                | 4     |
| Швеция                   | 14    |

### Годовые чарты
| Чарт (1985—1986)                               | Позиция |
| ---------------------------------------------- | ------- |
| Канада (Canada RPM Top 100 Singles)            | 37      |
| США (Billboard Top Adult Contemporary Singles) | 25      |
| США (Billboard Top Pop Singles)                | 5       |

## Кавер-версии

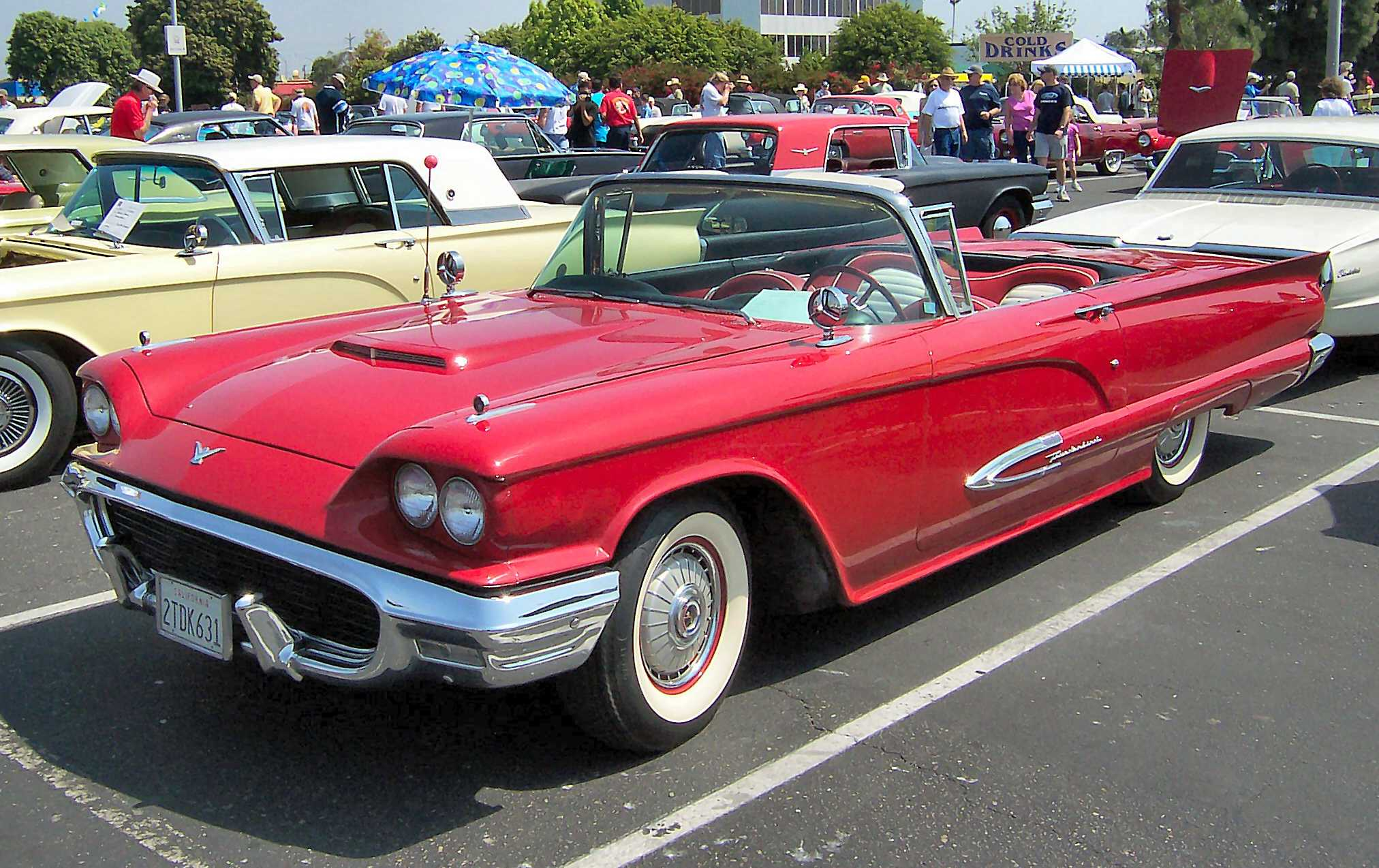
В клипе на композицию «Broken Wings» встречается Ford Thunderbird второго поколения

- В 1986 году музыкант Родни Фрэнклин перепел песню для своего альбома It Takes Two.
- В 1992 году Мэйт Гарсия исполнила кавер-версию вместе со своей старшей сестрой Яникой Гарсией.
- В 1995 году Джон Теш записал свою кавер-версию для альбома Sax By the Fire.
- В 1998 году британская электронная группа N-Trance записала свою версию под названием «Broken Dreams» для альбома Happy Hour.
- В 1998 году немецкая хип-хоп-группа C-Block записала кавер-версию для своего альбома Keepin' It Real.
- В 2001 году рэпер 2 Pac использовал семпл из трека для заглавной песни «Until the End of Time» своего посмертного альбома Until the End of Time.
- В 2001 году Фокси Браун использовала семпл из «Broken Wings» для заглавной песни своего альбома Broken Silence.
- В 2001 году песня была перепета певицей K’lee из Новой Зеландии .
- В 2002 году «Broken Wings» была включена в саундтрек к видеоигре Grand Theft Auto: Vice City, где она звучит на вымышленной радиостанции Emotion 98.3, а также в самом начале игры.
- В 2003 году группа Naturally 7 записала инструментальную версию композиции для альбома What Is It?
- В 2003 году песня прозвучала в игре Karaoke Revolution.
- В 2004 году Ричард Чиз исполнил «Broken Wings» во время своего выступления в Лас-Вегасе для альбома I’d Like a Virgin.
- в 2005 году Рик Спрингфилд спел песню для альбома The Day After Yesterday вместе с Ричардом Пейджом.
- В 2006 году Клэй Эйкен перепел «Broken Wings» для своего альбома A Thousand Different Ways.
- В 2007 году The Panic Division исполнили композицию для альбома Songs From The Glasshouse.
- В 2007 году Northern Kings исполнили песню для альбома Reborn.
- В 2010 году Джейсон Донован исполнил «Broken Wings» специально для альбома Soundtrack of the 80s.
- В 2012 году кавер-версия «Broken Wings» от Ровины появилась на её мини-альбоме Perfect World.